# Квинтет для фортепиано, двух скрипок, альта и виолончели (Франк)
Квинтет для фортепиано, двух скрипок, альта и виолончели фа минор — произведение Сезара Франка, завершённое в 1879 году. Посвящён Камилю Сен-Сансу. Средняя продолжительность звучания 40 минут. По мнению некоторых специалистов, квинтет открывает собой ряд зрелых сочинений Франка, имеющих наиболее выдающееся значение.

## Структура произведения
1. Molto moderato quasi lento
2. Lento con molto sentimento (ля минор, темп 12/8)
3. Allegro non troppo ma con fuoco (фа мажор, темп 3/4)

## История создания
Франк начал работать над квинтетом летом 1878 года, рассчитывая представить работу на конкурс Общества композиторов, который в этом году включал такую номинацию, однако пропустил срок подачи номинаций (в итоге премия Общества за лучший фортепианный квинтет так и не была присуждена) и в итоге продолжал заниматься квинтетом весь 1879 год. Биограф Франка Леон Валлас предположил, что работу Франка вдохновляла его влюблённость в талантливую ученицу, композитора Августу Ольмес, однако более современная биография Ж. М. Фоке не находит никаких доказательств даже самому факту такой влюблённости.

## Премьера
Квинтет был впервые исполнен 17 января 1880 года в концертной серии Национального музыкального общества. Первыми исполнителями стали адресат посвящения Сен-Санс и струнный квартет Мартена Марсика (вторая скрипка Гийом Реми, альт Луи ван Вафельгем, виолончель Ришар Луа). Считается, что после концерта Сен-Санс оставил на рояле ноты своей партии, тем самым выражая своё неудовольствие от музыки, а заметивший это Франк подобрал ноты и подарил их своему ученику Пьеру де Бревилю.

## Характеристика музыки
Фортепианный квинтет Франка считается первым заметным французским сочинением для этого состава, задавшим планку для всех последующих произведений (в частности, с прецедентом Франка сравнивали все рецензенты появившийся в 1906 г. квинтет Габриэля Форе). Впрочем, фактически квинтету Франка предшествовал фортепианный квинтет самого Сен-Санса (1865), а ещё раньше — квинтет Жоржа Онсло (1846).
В гармоническом и композиционном отношении Франк развивает вагнеровскую музыкальную идиоматику. В частности, ключевая тема-девиз более 30 раз повторяется в первой части и затем возвращается в ключевых местах второй и третьей.
Исключительную оценку произведению Франка дал Святослав Рихтер, многократно участвовавший в его исполнении и оставивший две известные записи квинтета — с Квартетом Большого театра (1956) и с Квартетом имени Бородина (1986). Он говорил (согласно воспоминаниям Ю. Борисова):

Его квинтет — это «ST. MATTHEW PASSION» в камерной музыке. В фортепьянной литературе ничего похожего нет. Надо очень мало накануне спать, чтобы это хорошо сыграть.